# Hago Brita
Hago Brita, Brita Larsdotter, död 1764, var en bondhustru och affärskvinna från Yttermalung, främst känd för att ha grävt ner den största kända plåtmyntskatten i Sverige.
Hago Brita och hennes man fjärdingsman Olof Nilsson (död 1742 el -43) tjänade mycket pengar genom timmeraffärer med Falu gruva som hade stora behov av ved och virke. På 1740-talet var Hago-gården en av de rikaste i trakten. När Olof Nilsson dog fördelades arvet orättvist mellan de fem barnen till sonen Lars fördel. Tre av hans svågrar gick 1748 till tings för att få en bouppteckning gjord och antagligen var det då som Hago Brita och Lars grävde ner en stor mängd mynt för att undanhålla dem.
Skatten upptäcktes 1974 i samband med att Malungs kommun grävde vatten- och avloppsledningar till en gård i Bjuråker. Sammanlagt bestod skatten av 240 mynt till en vikt av 234,4 kilo. Alla utom ett var slagna av Avesta myntverk och präglade mellan 1715 och 1748.